# 10749 Musäus
10749 Musäus eller 1989 GH8 är en asteroid i huvudbältet som upptäcktes den 6 april 1989 av den tyske astronomen Freimut Börngen vid Tautenburg-observatoriet. Den är uppkallad efter den tyske författaren Johann Karl August Musäus.
Den tillhör asteroidgruppen Nysa.